# Eddie King
Eddie King, född 18 september 1911, död 8 juni 1994, var en friidrottare från Kanada. Han deltog vid olympiska sommarspelen 1932.